# Carla Zierenberg
Carla Zierenberg (* 21. August 1917 in Kiel; † 18. Dezember 2010 in Wittmund) war eine deutsche Künstlerin und eine bedeutende Persönlichkeit der ostfriesischen Kunstlandschaft.

## Leben und Wirken
Carla Zierenberg war eine Tochter des Korrespondenten Carl Ernst Martin Meyer (* 1886) und dessen Ehefrau Meta Theda Willsen (* 1891). Der Vater stammte aus Nordenham, die Mutter aus Jever. Von 1924 bis 1937 besuchte sie eine Schule in Norden. In den letzten Schuljahren hatte sie Kunstunterricht bei Rudolf Matthis (1888–1976), der bei Friedrich Kallmorgen an der Kunstakademie Berlin gelernt hatte.  Matthis entdeckte Zierenbergs Begabung und beeinflusste insbesondere ihre Landschaftsgemälde.
Nach dem Abitur 1937 arbeitete Zierenberg bis 1938 als Laborantin bei Zeiss in Jena. Von 1939 bis 1940 studierte sie Medizin und heiratete in Jena Dr. Bruno Zierenberg. Das Ehepaar zog nach Gevelsberg. 1941 bekam sie dort einen ersten Sohn. 1942/43 unterrichtete sie Zeichnen an der Städtischen Oberschule. Von 1943 bis 1947 gehörte sie dem Westfälischen Kunstverein an. 1943 zog Zierenbergs Familie wieder nach Jena, wo im Folgejahr eine Tochter zur Welt kam.
Zierenberg konzentrierte sich nun auf künstlerische Arbeiten. Neben einem universitären Kunststudium erhielt sie Unterricht im Zeichnen von Porträts und Figuren bei dem akademischen Zeichenlehrer Erhard Schilbach. Vor 1943 hatte Zierenberg zumeist Landschaftsgemälde erstellt. In vielen Studien wandte sie sich jetzt ihrem Hauptgebiet, dem Zeichnen von Personen, zu. Ihre Werke bestanden anfangs aus Aquarellen und Bleistiftzeichnungen. Jetzt verwendete sie stattdessen Tempera, Kohle, Kreide, Rötel und Pastell. Sie malte ihre Freunde und Bekannten und schuf zahlreiche Kinderbilder.
Zierenbergs Ehemann kämpfte während des Zweiten Weltkriegs und kam 1946 zurück nach Jena. Die Familie zog 1948 wieder nach Gevelsberg, wo sie im Jahr darauf einen weiteren Sohn zur Welt brachte. Von 1949 bis 1952 gab Zierenberg Kunstunterricht am Progymnasium Ennepetal-Voerde, 1954/55 auch an der dortigen Volkshochschule. Von 1951 bis 1958 gehörte sie einer Künstlergruppe an und beteiligte sich an Ausstellungen. Von 1954 bis 1980 war sie zudem Mitglied im Wirtschaftsverband Bildender Künstler Bergisch Land/BBK Wuppertal.
In den Nachkriegsjahren fand Zierenberg zu einem eigenen Stil. Sie trennte sich von stimmungshaften und romantischen Elementen und fand eigene Formen, die reduziert und streng wirkten. Ihre Werke wirken formal streng der Form folgend und zeigen, dass sie die Realität intensiv beobachtete. Sie malte bevorzugt Kinder, fokussierte sich auf deren Gestik und Mimik und betonte die kindestypischen Aspekte.
Von 1954 bis 1956 arbeitete Zierenberg auch in Öl und malte mit Sorgfalt mehrere Stillleben von Blumen und Personen. Ab 1956 assistierte sie ihrem Mann in dessen Arztpraxis. Darüber hinaus unterrichtete sie und nahm an Ausstellungen von Künstlern und deren Versammlungen teil. Seit 1956 half die Künstlerin als Assistentin in der Arztpraxis ihres Mannes und war lehrend tätig
und wirkte in den Künstlerkreisen bei Ausstellungen und Versammlungen mit. Sie porträtierte während dieser Zeit Menschen und deren Umfeld. 1997 sagte sie hierzu:  „Im Mittelpunkt meines Schaffens steht der Mensch, sein Leben von der Jugend bis zum Alter“.
1958 zog Zierenbergs Familie nach Ostfriesland. Ihr Mann richtete eine eigene große Praxis in Carolinensiel, in der sie ständig mitarbeitete. Sie lehrte an der dortigen Schule und gab Kurse für Künstlern und Kunstinteressierten an der Volkshochschule. 1970 rief sie die „Harle-Gruppe“ ins Leben und etablierte an der Carolinensieler Schule Ausstellungen, die jährlich stattfanden. 1980 schloss sie sich dem Bund Bildender Künstler Ostfrieslands an, 1984 trat sie der internationalen Arts Guild Monaco bei. Sie engagierte sich in der Ostfriesischen Landschaft und beteiligte sich von 1976 bis 1993 in deren Arbeitskreis Familienkunde und von 1985 bis 1989 im Arbeitskreis Kunst. 1997 zog sie nach Wittmund, wo sie bis Lebensende wohnte und arbeitete.

## Werke
Von 1942 bis 2008 beteiligte sich Zierenberg an mehr als 80 Ausstellungen in den Regionen, in denen sie lebte. Auch durch ihr konstantes Schaffen in den Künstlergruppen beeinflusste sie die Entwicklung der Kunst, insbesondere Ostfrieslands und gehörte zu den bedeutenden Künstlern Ostfrieslands. Sie zeichnete zumeist mit Kohle, Kreide und Bleistift, darüber hinaus aber auch in den letzten Jahren ihres Schaffens zahlreiche farbige Werke. Diese basierten auf neu geschaffenen aleatorischen Gestaltungsmethoden, bspw. der Décalcomanie, Monotypie und Mischtechniken.
Zierenberg wandelte sich während der letzten 30 Jahre ihres Schaffens zunehmend in ihren Darstellungen von Personen. Dadurch war zu erkennen, dass sie Charakter und das Wesen der porträtierten Personen intensiv beobachtete und die freie Verwendung von Farben dazu nutzte, ihre eigenen Vorstellungen und Visionen abzubilden. Sie lernte somit die schönen, erhebenden aber auch dämonischen oder
burlesken Aspekte des Menschen kennen. Sie änderten ihren Stil auch noch in den letzten Jahren ihres Schaffens In einer Rede, die sie 1995 in Carolinensiel hielt, sagte sei, dass „alle Kunst ein Kampf gegen die eigene Vergänglichkeit, gegen die Vergänglichkeit der Dinge, die der Mensch durch seine Sinne aufnimmt, ein Kampf gegen den Tod“ sei, und Kunst ohne diesen Kampf nicht existieren würde.
Zierenberg ordnete ihre Werke selbst. Daraus entstand 1997 eine entsprechende Dokumentation.

## Nachlass
Zierenberg hinterließ über 300 Bilder, die ihre Familie erbte. Weitere circa 360 Werke, die ihre gesamte Schaffenszeit abdecken, übergab sie 2003 als Schenkung an das Stadtmuseum Oldenburg. Das Museum zeigte diese 2008 im Rahmen einer Einzelausstellung.